# Lucrinus putus
Lucrinus putus là một loài nhện trong họ Linyphiidae.
Loài này thuộc chi Lucrinus. Lucrinus putus được Octavius Pickard-Cambridge miêu tả năm 1904.